# Aldo Buzzelli
Aldo Buzzelli (Macerata, 3 giugno 1914 – 22 settembre 1989) è stato un politico, partigiano, magistrato e avvocato italiano.

## Biografia
Aldo Buzzelli nasce a Macerata, dopo aver terminato gli studi si rende a Roma dove svolge il suo periodo di uditore giudiziario. Terminato il periodo di tirocinio nel 1942 viene inviato a Monza come magistrato. Fonda con Antonio Gambacorti Passerini, Gianni Citterio e altri antifascisti il Fronte d'Azione Antifascista e il foglio d'informazione clandestina Pace e Libertà. Queste stesse persone fonderanno poi il CLN di Monza.
Il 25 aprile 1945 si rende a villa Blanc, in via Giuseppe Verdi a Monza, per negoziare con il generale Willy Tensfeld (1893-1982) la resa tedesca. Nella sua veste di magistrato monzese lavorerà come pubblico ministero nel quadro della Corte di assise straordinaria di Monza, che fu attiva dal settembre del 1945 al dicembre 1947. Nell'immediato dopoguerra farà parte di un gruppo di avvocati, che si dedicherà alla difesa di partigiani che saranno citati in giudizio un po' in tutta Italia.
Presidente del Comitato di Liberazione Nazionale di Monza, viene eletto deputato del Partito Comunista Italiano dalla I alla III Legislatura

## Premi e riconoscimenti
Nel 1988 ricevette dalla città di Monza il Giovannino d'oro.